# 観音正寺

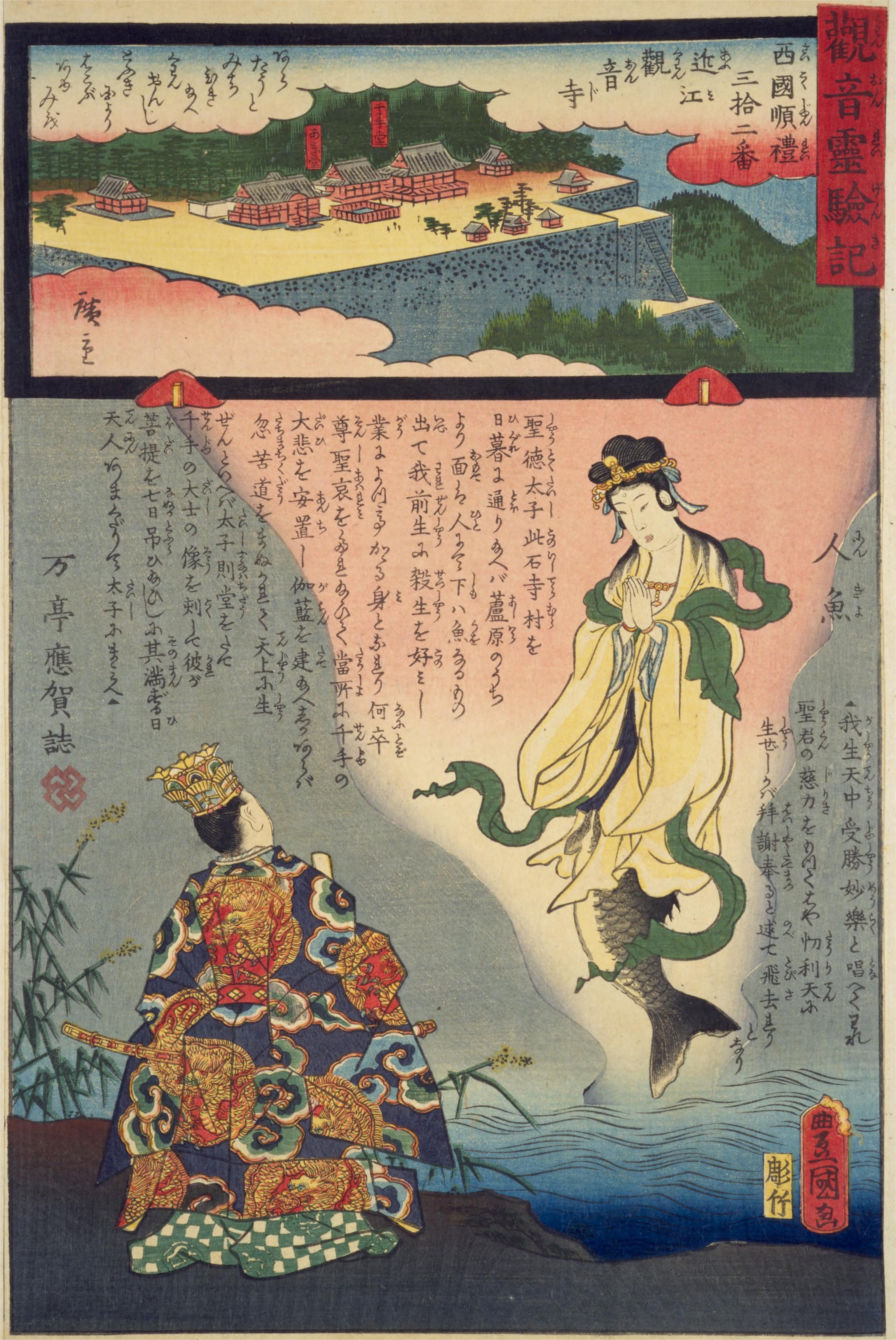
（下図）聖徳太子と観音に見立てた人魚―（上図）2代目広重。（下図）3代目豊国 (国貞)。『観音霊験記』三十二番 西國順礼三拾二番近江観音寺（かんおんじ）

観音正寺（かんのんしょうじ）は、滋賀県近江八幡市安土町石寺にある天台宗系単立の寺院。山号は繖山（きぬがささん）。本尊は千手観音。西国三十三所第32番札所。琵琶湖の東岸、標高433メートルの繖山（きぬがさやま）の山頂南側の標高370メートル付近、観音寺城の跡に位置する。
本尊真言：おん ばざら たらま きりく
ご詠歌：あなとうと導きたまえ観音寺 遠き国より運ぶ歩みを

## 歴史

### 縁起
当寺の伝承によれば、推古天皇13年（605年）に聖徳太子がこの地を訪れ、自刻の千手観音を祀ったのに始まるというが、その話は二通りある。
一つは、聖徳太子が神崎郡（）を訪れた際、葦原の繁る水域に人魚が出現し、自分は前世は堅田の漁師だったが、殺生を重ねた業によりこの姿になり苦しんでいる。願わくば、千手観音の像を堂に収めて自分の菩提を弔ってもらいたいと懇願した。こうして聖徳太子はその願いを受けて当寺を建立し、自ら千手観音像を作って本尊としたのが建立のいきさつであるとする。『西国三十三所観音霊場記図絵』ではこう伝えており、後に人魚は成仏し（仏果を得）、死骸は浜辺に浮いていると聖徳太子の夢枕に報告したので回収させて当寺に納めさせた、とある。これによって当寺は日本唯一の人魚伝説が残る寺院でもあるという。なお、当寺にはその人魚のミイラと称するものが伝えられていたが、1993年（平成5年）に火災で焼失した。
もう一つは、聖徳太子がこの地を訪れた際に天人が繖山の巨岩の上で舞っていたのを見てその岩を天楽石と名付け、聖徳太子自ら妙見菩薩をはじめとする五つの仏をそこに刻んだという。次いで聖徳太子は天照大神と春日明神のお告げによって、山上に湧く水で墨をすって千手観音を描いたところ、釈迦如来と大日如来が現れて霊木で千手観音像を作るようにとの啓示を受けた。こうして聖徳太子は自ら霊木で千手観音像を彫り上げ、天楽石を奥の院として当寺を建立したというものである。

### 平安時代以降
当寺の実際の創建年代については不明であるが、遅くとも11世紀の平安時代には既に存在していた。また、元弘3年（1333年）に足利高氏に攻められた六波羅探題北方北条仲時が光厳天皇、後伏見上皇、花園上皇を連れて東国に下ろうとした際に、天皇と両上皇の宿舎に充てられたとする伝承がある。その場所は現本堂の地であり、禁裏屋敷と呼ばれていたという。
当寺が位置する繖山には、鎌倉時代以来近江国の南半分を支配する佐々木六角氏の居城である観音寺城があったが、六角高頼が観音寺城を居城として以来、当寺は六角氏の庇護を得て大いに栄えた。寺伝によると最盛期には72坊3院の子院を数えたとされる。または、33の塔頭があったともいう。しかし、六角定頼が当主の時や永禄年間（1558年 - 1570年）に六角義賢が観音寺城の拡張工事を行った際に、山上の寺域は次第に観音寺城に取り込まれることとなり、遂に寺は麓の観音谷に移ることとなった。この移転以前の境内としては、本谷道を参道とし、伝後藤邸跡地にある石段を真っすぐに上がり、現在境内となっているところ（後に拡張のため埋められた）をも超えて伝三井邸（西側の方の）跡地に至り、山の頂上に近いそこにかつての本堂があったとする見解がある。
麓に移ったばかりの当寺であったが、永禄11年（1568年）9月12日の観音寺城の戦いで織田信長に敗北した六角義賢・義治父子が観音寺城を捨てて甲賀郡に退却した時の混乱で焼失し荒廃してしまった。しかし、慶長2年（1597年）には再び山上に堂舎を建てることとなり、かつての参道を埋めて境内地を確保し、山頂近くに寺を再興させると慶長11年（1606年）に現在庫裏が建っているところに本堂が再建された。
江戸時代に入ると、当寺は西国三十三所の霊場として栄え、天保12年（1841年）には塔頭として、定円坊、本乗坊、松林坊、宝泉坊、観泉坊、松寿坊、徳万坊、光林坊、教林坊の10か坊が存在していたが、明治時代に入ると教林坊を残して廃絶した。そして教林坊も後に独立している。
1880年（明治13年）に本堂が新たに建て替えられることとなり、もともとの本堂は滋賀県犬上郡甲良町にある念称寺に移築されて本堂とされた。次いで1882年（明治15年）に彦根城にあった欅御殿を貰い受けると、境内に移築されて当寺の新たな本堂とされた。
しかし、1993年（平成5年）に本堂は失火によって焼失。交通の不便な山中にある寺のため消火活動もままならず、重要文化財に指定されていた明応6年（1497年）の銘がある秘仏の本尊千手観音立像と「人魚のミイラ」も焼失してしまった。現在ある木造入母屋造の本堂は2004年（平成16年）に再建されたものである。

## 本尊
2004年（平成16年）に新たに造立された本尊千手観音坐像は仏師松本明慶の作である。旧本尊が1メートル足らずの立像であったのに対し、像高3.56メートル、光背を含めた総高6.3メートルの巨大な坐像である。観音像はインドから輸入した23トンもの白檀で作られている。白檀は輸出禁制品であったが、当寺の住職がインドを20回以上訪れ、度重なる交渉の末に特例措置として日本への輸出が認められたものである。なお、無傷で火災を逃れた前立本尊は新たに秘仏とされ、2022年（令和4年）に公開されている。以降は33年ごとの公開とする予定である。

## 境内
- 本堂 - 2004年（平成16年）再建[2]。

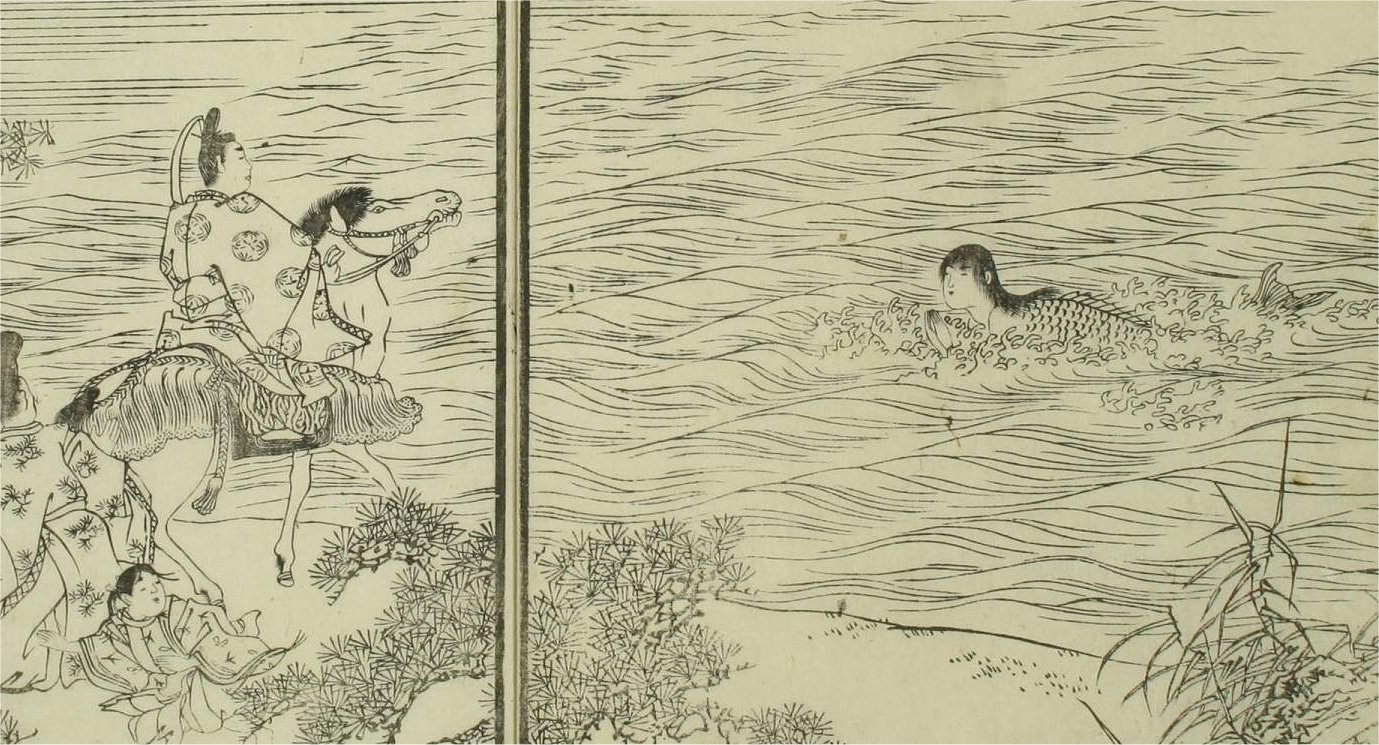
聖徳太子と人魚―『西国三十三所観音霊場記図絵』三十二番 近江国神崎郡石場寺村観音寺

- 庭園 - 池の横には山の斜面に沿ってたくさんの石が積み上げられている。
- 縁結地蔵堂
- 魚濫観音堂
- 白蛇大明神
- お茶子稲荷社 - 鎮守社。
- 十三重石塔
- 太子堂
- 護摩堂（国登録有形文化財） - 1928年（昭和3年）建立。
- 地蔵堂（国登録有形文化財） - 1981年（明治14年）建立。
- 手水舎（国登録有形文化財）
- 書院庭門（国登録有形文化財） - 天保15年（1844年）再建。
- 書院（国登録有形文化財） - 寛政8年（1796年）再建。
- 庫裏
- 札堂（国登録有形文化財）
- 釈迦如来坐像（濡仏） - 元は江戸時代に安置されたものであるが、太平洋戦争中の金属類回収令によって供出されて無くなっていた。1983年（昭和58年）に再び安置された。
- 大日如来祠
- 北向地蔵尊（一願地蔵）堂
- 弁才天社
- 弁天池
- 聖徳太子像
- 縁結地蔵尊堂
- 仁王像 - 当寺には仁王門がないが、露座の仁王銅像がその代わりをしている[2]。
- 鐘楼（鐘堂、国登録有形文化財）
- ねずみ宮
- 奥の院 - 巨大な岩「天楽石」の中に石窟があり、そこに平安時代後期の作という磨崖仏が5躰彫られている[2]。
- お茶子地蔵

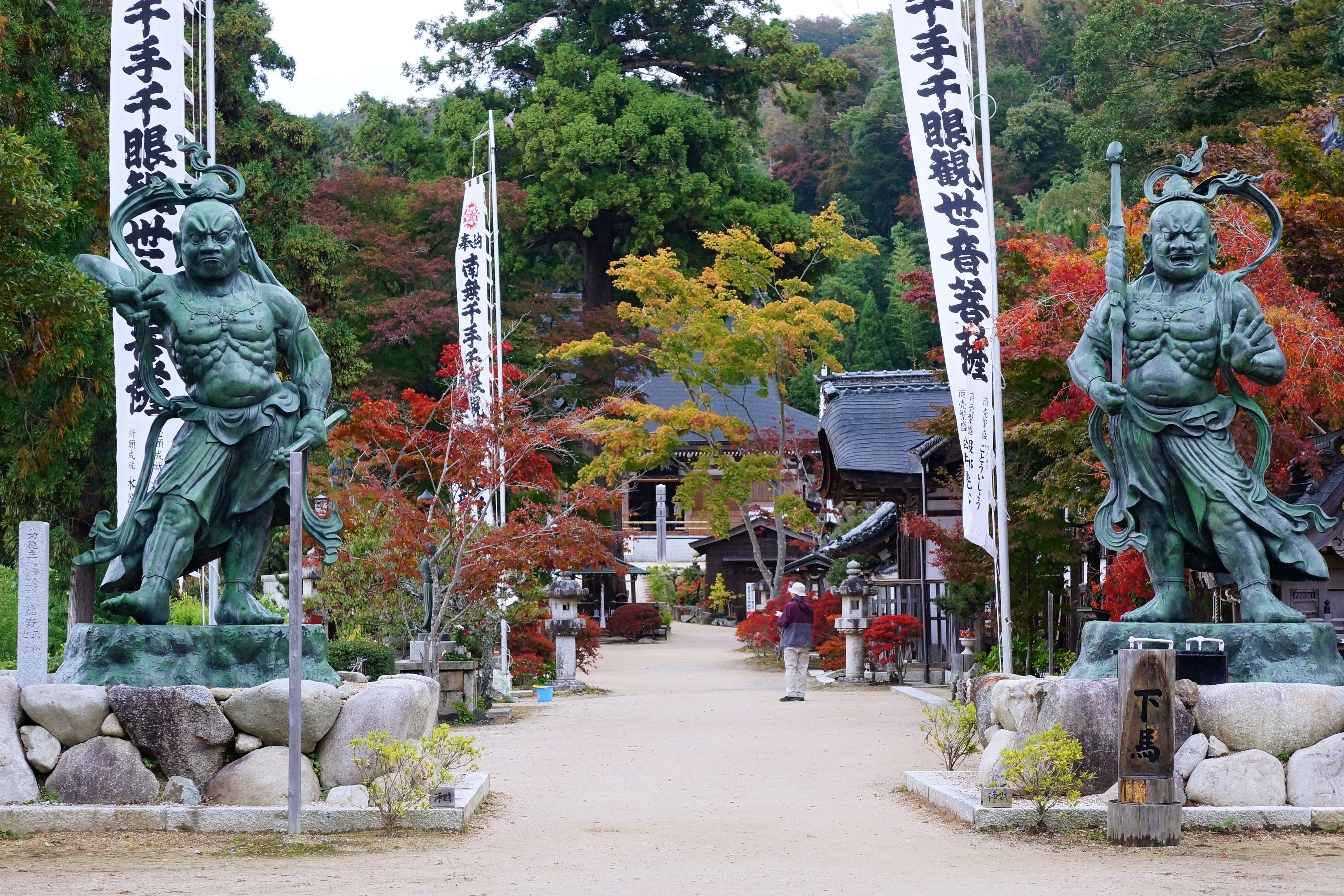
仁王像
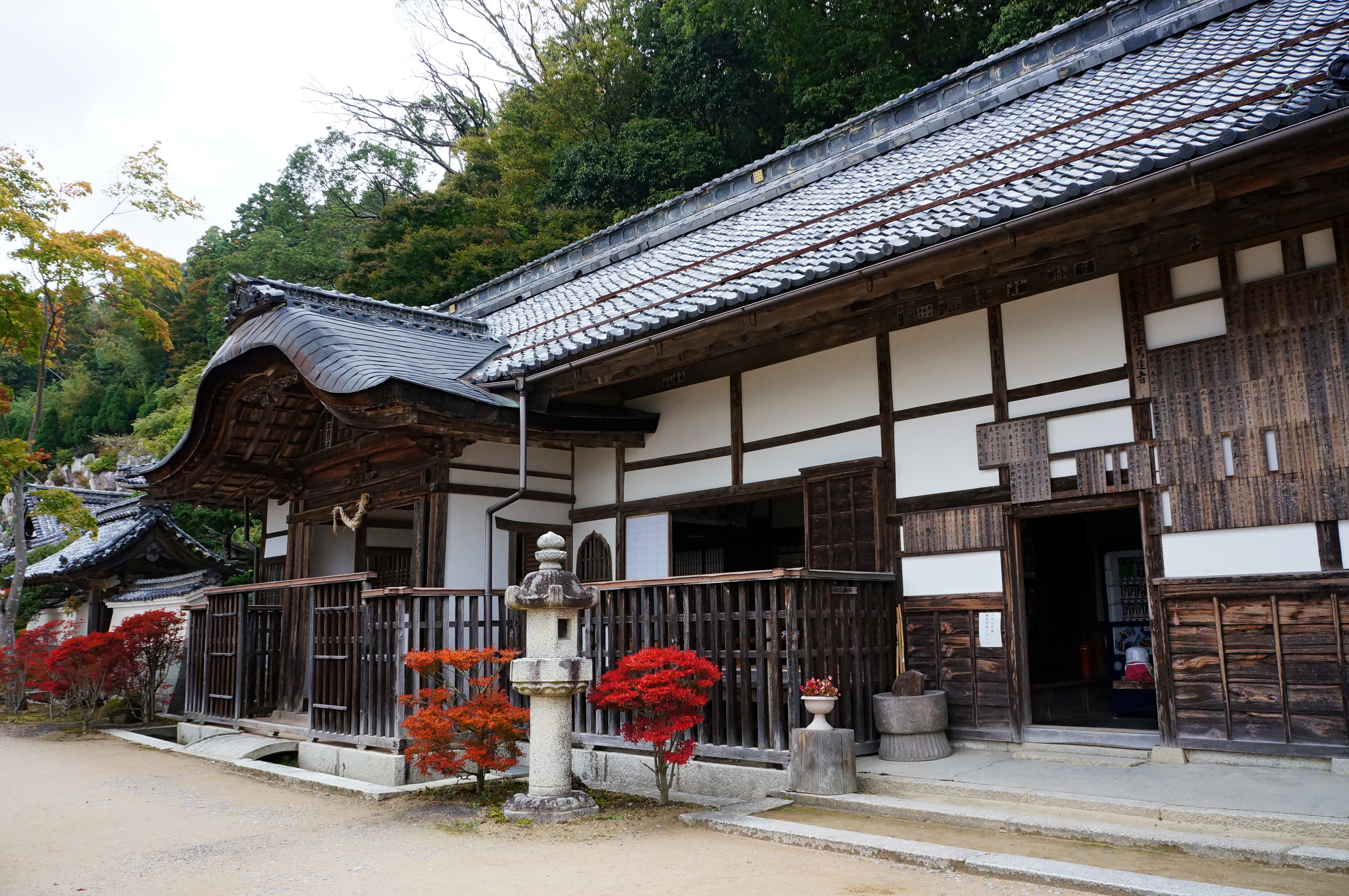
書院
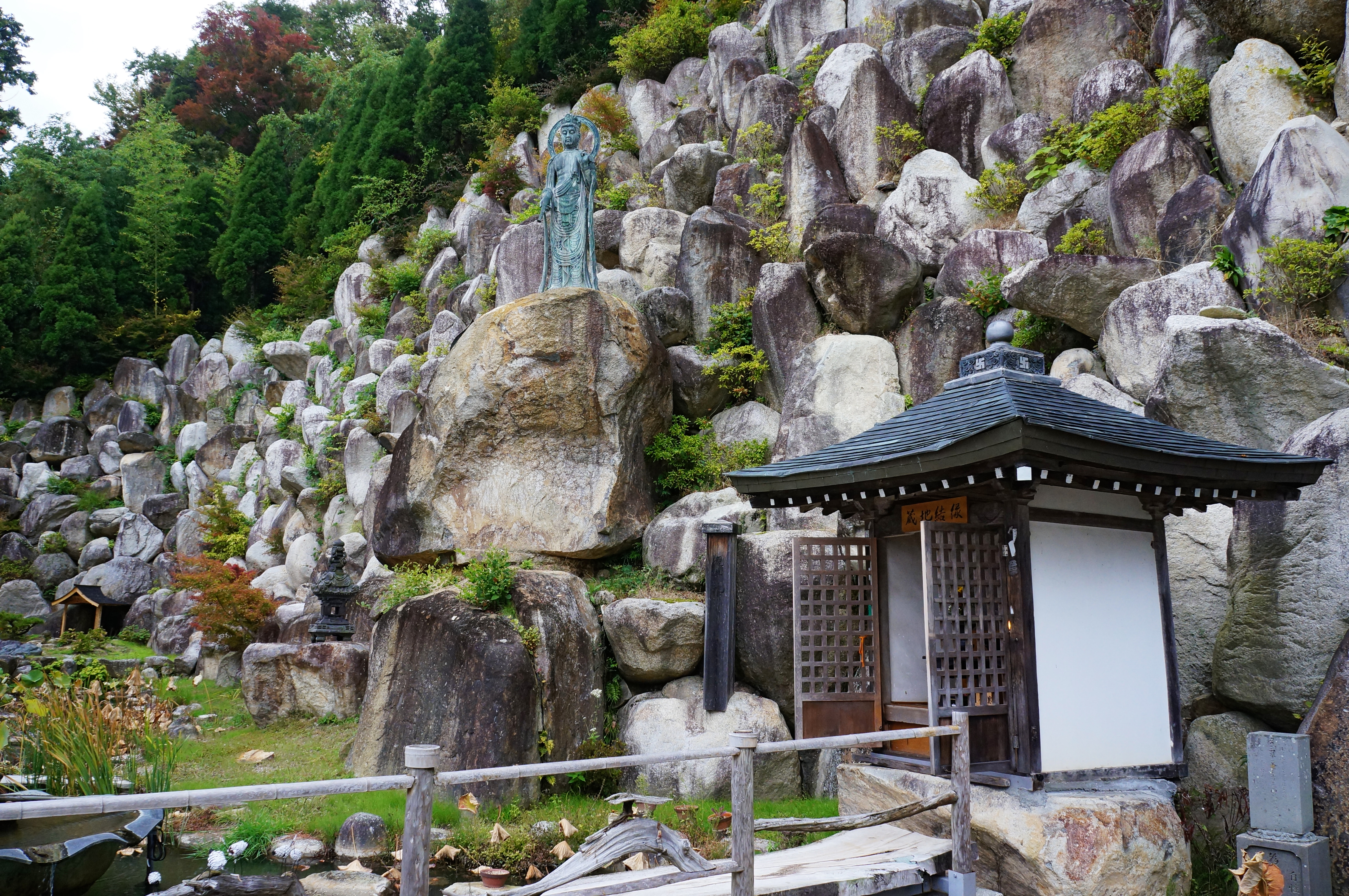
縁結地蔵尊

## 文化財

### 国登録有形文化財
- 書院[10]
- 書院庭門
- 地蔵堂
- 護摩堂
- 札堂
- 鐘堂
- 手水舎

## 前後の札所
西国三十三所
31 長命寺　-　32 観音正寺　-　33 華厳寺
近江西国三十三箇所
18 瓦屋寺　-　19 観音正寺　-　20 善勝寺
江州三十三観音
25 摠見寺　-　26 観音正寺　-　27 延命寺
びわ湖百八霊場
69 石馬寺　-　70 観音正寺　-　71 桑実寺
神仏霊場巡拝の道
138 宝厳寺　-　139 観音正寺　-　140 永源寺

## 所在地
- 滋賀県近江八幡市安土町石寺2

## アクセス
- JR東海道本線（琵琶湖線） 能登川駅より、近江鉄道バス（八日市駅行き）で観音寺口停留所下車。結神社から裏参道登山道経由で徒歩約50分。3登山ルートの中で最も傾斜が緩やか。
- JR東海道本線（琵琶湖線） 安土駅から徒歩約90分（途中の桑実寺から山道となるが、桑実寺の拝観料が別途必要）。
  - この他、第31番札所の長命寺 - 安土駅 - 観音正寺表参道口を結ぶ臨時バスが運行されることがある。観音正寺表参道口からだと、石寺集落から1200段を越える石段となって徒歩約40分。
- 自動車の場合は山上まで登る道が2コースある。
  - 林道繖山線（表参道林道・安土林道）は山の南西部の2箇所から登る事ができる。広めの道だが、表参道の石段の途中が終点駐車場で、約400段の石段を登る。
  - 林道観音寺線（裏参道林道・五個荘林道）は山の北東の繖公園あたりから登る。細い道だが、終点駐車場からは緩いスロープの関係者専用林道が続き、階段は一切ない。
    - 林道通行料金（駐車料込み）は普通車600円・軽自動車400円。

## 周辺
- 観音寺城跡
- 桑実寺
- 桑実寺縁起絵巻 - 観音正寺が登場する。
- 教林坊
- 滋賀県立安土城考古博物館